# PokerTH
PokerTH 是开源德州扑克游戏，对应Microsoft Windows，Mac OS X，和Linux。游戏符合德州扑克的规则和赌博系统。PokerTH支持7名玩家。也可以对付电脑，也可以在线对抗。支持IPv6。